# Drzwi antywłamaniowe

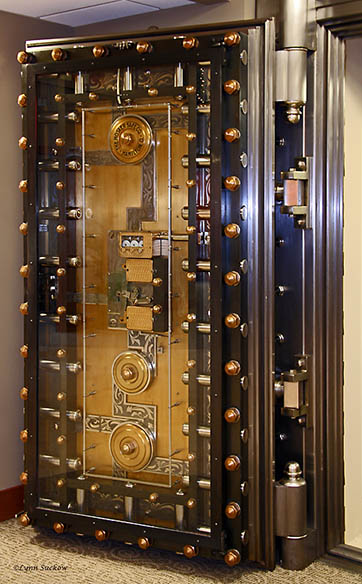
Antywłamaniowe drzwi do sejfu, I połowa XX wieku, USA

Drzwi antywłamaniowe – drzwi konstrukcyjnie wzmocnione, z rozwiązaniami utrudniającymi ich wyważenie lub zniszczenie.
Są to najczęściej drzwi stalowe lub obite dwustronnie blachą do 2 mm, zaopatrzone w cztery bolce służące zabezpieczeniu przed wyłamaniem. Zwykle wyposażone są w zamki atestowane i elektroniczne środki sygnalizacji blokad i nieuprawnionego otworzenia.
Odporność drzwi na włamanie określają klasy odporności:
- zgodnie z normą europejską obowiązującą w Polsce PN-EN 1627:2012 "Drzwi, okna, ściany osłonowe, kraty i żaluzje -- Odporność na włamanie -- Wymagania i klasyfikacja" – klasy od 1 do 6
- zgodnie z wycofaną kilka lat temu normą polską – klasy A, B i C.

Certyfikaty potwierdzające ww. właściwość wystawiają jednostki certyfikujące prowadzące działalność w zakresie oceny zgodności (na podstawie ustawy z dnia 13.04.2016 r. o systemach oceny zgodności i nadzoru rynku (Dz.U. z 2025 r. poz. 568), które posiadają dla tego zakresu badań aktywną akredytację Polskiego Centrum Akredytacji. 
| Klasa drzwi | Czas oporu | Odporność |
| ----------- | ---------- | --- |
| RC1N        | -          | Podstawowa ochrona przed włamaniem przy użyciu siły fizycznej. Brak wymagań dotyczących oszklenia.                 |
| RC1         | -          | Podstawowa ochrona przed włamaniem przy użyciu siły fizycznej.                                                     |
| RC2N        | -          | Ochrona przed otwarciem przy pomocy prostych narzędzi np. śrubokręt, szczypce. Brak wymagań dotyczących oszklenia. |
| RC2         | 3 minuty   | Ochrona przed otwarciem przy pomocy prostych narzędzi np. śrubokręt, szczypce. Stosowane oszklenia klasy 4 (P4).   |
| RC3         | 5 minut    | Podobnie jak klasa 2 z użyciem dodatkowego śrubokręta i łomu.                                                      |
| RC4         | 10 minut   | Ochrona przed włamywaczem, który używa siekiery, młotka, dłuta oraz wiertarki akumulatorowej.                      |
| RC5         | 15 minut   | Ochrona przez włamywaczem, który używa elektronarzędzi np. wiertarki.                                              |
| RC6         | 20 minut   | Ochrona przez włamywaczem, który używa elektronarzędzi dużej mocy.                                                 |